# 엘리엇 섬너
엘리엇 섬너(Eliot Sumner, 1990년 7월 30일 ~ )는 잉글랜드의 싱어송라이터, 음악 프로듀서, 배우이다. 코코(Coco)로도 알려져있다. 데뷔 앨범은 아이 블레임 코코(I Blame Coco)라는 밴드명으로 냈지만 이 이름은 더 이상 사용하지 않는다. 가수 스팅과 배우 트루디 스타일러의 세 번째 자식이다.

## 음반 목록
- The Constant (2010; '아이 블레임 코코' 이름으로 발매)
- Information (2016)
- Nosferatu (2019; 'Vaal' 이름으로 발매)

## 출연 작품
- 젠틀맨 (2020) - 로라 프레스필드 역